# Juno I
El Juno I fue un cohete americano de 4 etapas el cual puso el primer satélite Americano en órbita, Explorer 1, en 1958. Un miembro de la familia "Redstone" de cohetes, fue variante del Jupiter-C Cohete sonda.  Es comúnmente confundido con el Juno II , que se derivó del misil balístico de rango medio Júpiter PGM-19 misil balístico de rango medio.

## Desarrollo
El Juno I consiste en un cohete Jupiter-C con una cuarta etapa montada en lo alto de la bañera de la tercera etapa, y quemado después de la tercera etapa para aumentar la carga útil y la velocidad orbital en 8 km/s. La bañera junto con la cuarta etapa se pusieron girando para proporcionar fuerza giroscópica en lugar de un sistema de guía que habría requerido paletas, cardanes o motores Vernier. Este sistema de etapas múltiples, diseñado por Wernher von Braun en 1956 para su proyecto Orbiter, obvió la necesidad de sistema de guía en las etapas superiores. Era el método más simple para poner una carga útil en órbita pero, al no tener una guía en la etapa superior, la carga útil no podía lograr una órbita precisa. Tanto el Juno I de cuatro etapas como los Jupiter-C de tres etapas medían 21,2 metros y el refuerzo adicional de la cuarta etapa del Juno I estaba encerrado dentro del cono de la nariz de la tercera etapa.
La familia del cohete lleva el nombre de la diosa romana y reina de los dioses Juno por su posición como la versión de lanzamiento de satélites del Júpiter-C. El nombre fue propuesto por el director del JPL Dr. William Pickering en noviembre de 1957. El lanzamiento de la prueba de septiembre de 1956 de un Júpiter-C para la Agencia de Misiles Balísticos del Ejército podría haber sido el primer lanzamiento de satélites del mundo. Si una cuarta etapa hubiera sido cargada y alimentada, el cono de la nariz habría sobrepasado al objetivo y entraría en órbita. Tal lanzamiento no ocurrió hasta principios de 1958 cuando un Juno 1 lanzó con éxito el primer satélite de los Estados Unidos, Explorer 1, como parte del Proyecto Vanguard, después del Sputnik 1 de la Unión Soviética en octubre de 1957.

## Historia
Aunque el lanzamiento de Juno I del satélite Explorer 1 fue un gran éxito para el programa espacial de EE. UU., Solo dos de los cinco vuelos restantes tuvieron éxito; lanzando Explorer 3 y 4. El público estadounidense estaba contento y aliviado de que Estados Unidos finalmente hubiera logrado lanzar un satélite después de las fallas de lanzamiento en la serie Vanguard y Viking. Con el éxito relativo del programa Juno I, von Braun desarrolló el Juno II, utilizando una primera etapa de Júpiter PGM-19, en lugar de una Redstone.
Los seis lanzamientos de Juno I fueron
- 31 de enero, 1958: órbita Explorer 1 que pesaba 30.66 13.91 kg con 8.32 kg de carga útil, perigeo 360 km, apogeo 2,535 km. Explorer 1 cesó la transmisión de datos el 23 de mayo de 1958 cuando sus baterías murieron, pero permanecieron en órbita durante más de 12 años. Hizo una reentrada feroz sobre el Océano Pacífico el 31 de marzo de 1970.
- 5 de marzo, 1958: intento de órbita de Explorer 2, que pesa 31.36 14.22 kg con 8.54 kg de carga útil, falló porque la cuarta etapa no se encendió.
- 26 de marzo, 1958: Órbita de  Explorer 3, que pesa 14.1 kg con 8.41 kg de carga, perigee 192 km, apogeo 2,800 km. Acabó el 28 de junio de 1958
- 26 de julio, 1958: orbitó Explorer 4, pesando 16.86 kg con 11.68 kg de carga útil, perigeo 262 km, apogeo 2.210 km. Hasta el 23 de octubre de 1959.
- 24 de agosto, 1958: intento de órbita del Explorer 5, 16.86 kg con 11.68 kg de carga útil. Falló después de que el amplificador colisionara con la segunda etapa después de la separación, lo que provocó que el ángulo de disparo de la etapa superior se desconectara.
- 23 de octubre, 1958:  intento de órbita de un satélite Beacon inflable 3,7 m de 14,3 kg con una carga útil de 8,3 kg. Falló cuando la segunda etapa se separó prematuramente del refuerzo.

## Galería

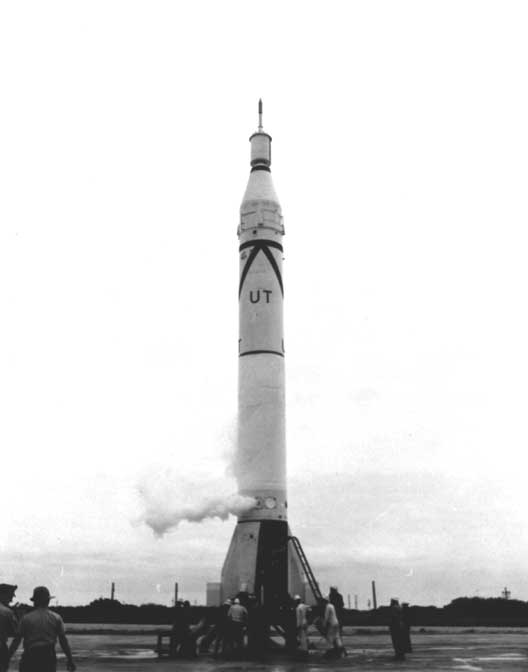
Juno I cargando Explorer 3

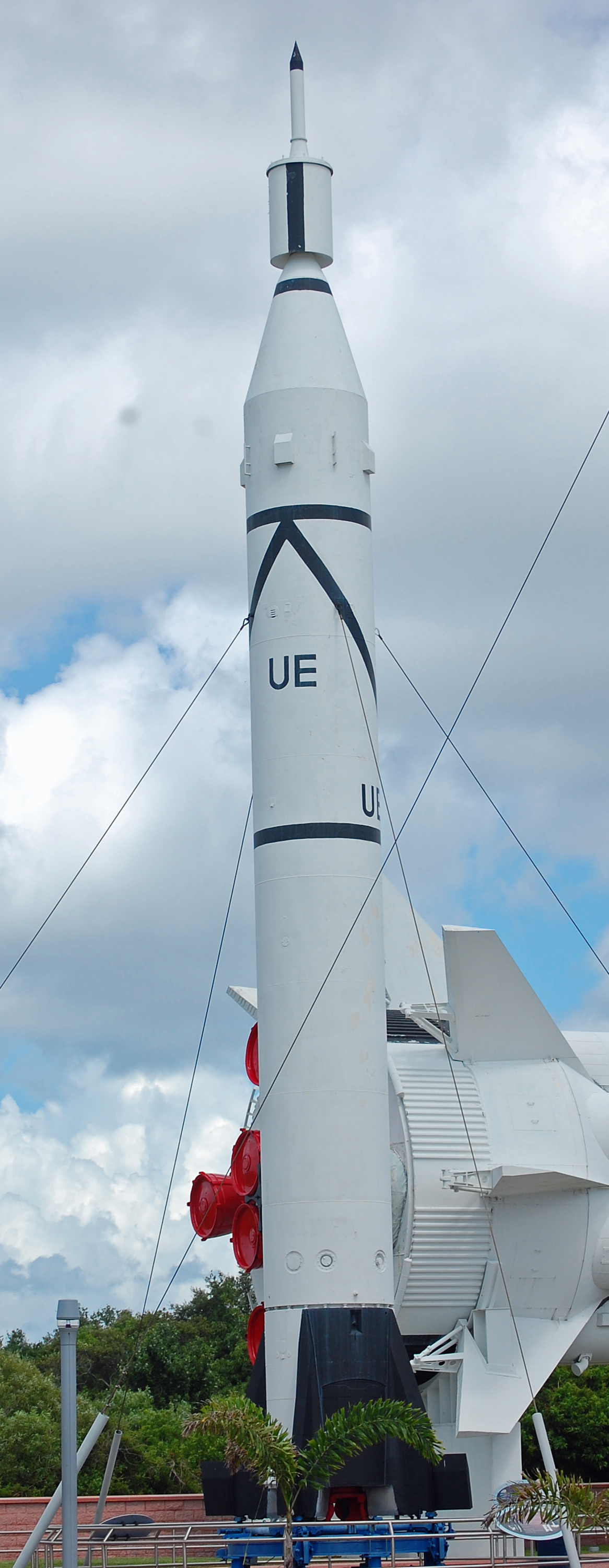
Juno I with Explorer I mock-up at the Kennedy Space Center rocket garden